# Leydigcel

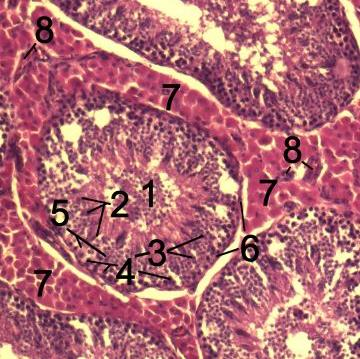
Histologische doorsnede door testisparenchym van een wild zwijn.
1. lumen van Tubulus seminiferus contortus
2.spermatiden
3. spermatocyten
4. spermatogonia
5. Sertolicel
6. myofibroblasten
7. Leydigcellen
8. haarvaten

Leydigcellen zijn cellen die onder andere in de testes (zaadballen) in het losmazig bindweefsel tussen de verschillende lobben (lobuli) te vinden zijn. Daar produceren zij onder invloed van de gonadotrope hormonen follikelstimulerend hormoon (FSH) en luteïniserend hormoon (LH) het mannelijke hormoon testosteron. De cellen zijn genoemd naar Franz Leydig die ze in 1850 ontdekte.

## Functie
Leydigcellen produceren onder invloed van het luteïniserend hormoon (LH) androgenen als testosteron, androstenedion (een precursor van oestron en oestradiol) en dehydro-epiandrosteron (DHEA).
Het luteïniserend hormoon stimuleert de cholesteroldesmolaseactiviteit. Cholesteroldesmolase is een enzym dat cholesterol omzet in pregnenolone. Pregnenolone stimuleert de synthese van testosteron en de secretie daarvan door de leydigcellen.
De functie wordt ook weerspiegeld in de structuur van de cel. Testosteron wordt opgebouwd uit cholesterol. Een deel van die omzetting gebeurt in het glad endoplasmatisch reticulum, dat is dan ook vrij uitgebreid bij deze cellen.
Follikelstimulerend hormoon (FSH) verhoogt de reactie van leydigcellen op het luteïniserend hormoon, doordat er een groter aantal LH-receptoren tot expressie komen in de leydigcellen.